# تيلوريد القصدير
تيلوريد القصدير هو مركب كيميائي له الصيغة SnTe؛ ويكون على شكل مسحوق رمادي اللون. ينتمي المركب إلى مجموعة التيلوريدات، وهو من أشباه الموصلات.

## التحضير
يحضر المركب من التفاعل المباشر بين عنصري القصدير والتيلوريوم.

## الخواص
يوجد المركب في الأحوال العادية على هيئة مسحوق رمادي اللون غير منحل في الماء.
يكون لتيلوريد القصدير في درجة حرارة الغرفة بنية بلورية مكعبة، تعرق بالنمط بيتا β-SnTe، والتي تتحول عند ضغوط مرتفعة تتجاوز 18 كيلوبار إلى النمط غاما γ-SnTe، وهي بنية وفق نظام بلوري معيني قائم؛ وزمرة فراغية Pnma.

## الاستخدامات
يستخدم تيلوريد القصدير مع الرصاص في صناعة الديودات الضوئية الثنائية في تركيب المكاشيف في مجال الأشعة تحت الحمراء.